# Roj Miedwiediew
Roj Aleksandrowicz Miedwiediew, ros. Рой Александрович Медведев (ur. 14 listopada 1925 w Tbilisi) – rosyjski publicysta i historyk gruzińskiego pochodzenia, brat bliźniak biologa Żoresa (ur. również 1925).

## Życiorys
Był profesorem Akademii Nauk Pedagogicznych ZSRR. Tworzył wydawane w drugim obiegu, ogłaszane za granicą artykuły poddające krytyce z pozycji demokratycznego komunizmu władze Związku Radzieckiego. W 1969 został wykluczony z Komunistycznej Partii Związku Radzieckiego. W 1991 współzakładał Socjalistyczną Partię Pracujących.